# Port lotniczy Czerski
Port lotniczy Czerski (IATA: CYX, ICAO: UESS) – port lotniczy położony kilometr na południe od osiedla Czerski, w Jakucji, w Rosji.

## Kierunki lotów i linie lotnicze
| Linia lotnicza | Kierunek  |
| -------------- | --------- |
| Polar Airlines | 1. Jakuck |